# Domènec Forcadell i Mitjavila
Domènec Forcadell i Mitjavila, conegut amb el sobrenom de Domingo del Pebre-roig (Ulldecona, Montsià, 20 de gener del 1800 — Ulldecona, Montsià, 1866) va ser un destacat capitost carlí, lloctinent del general Cabrera durant la primera guerra carlina.

## Orígens familiars
Quart fill cabaler de Joaquim Forcadell i d'Anna Maria Mitjavila, va néixer al si d'una família de petits propietaris rurals molt arrelats a Ulldecona i que va donar nombrosos noms als rengles de la facció.

## Carrera militar
Domènec Forcadell va iniciar la seva carrera militar com a sergent amb els voluntaris reialistes a les ordres de Romà Chambó, que el va treure de la presó d'Ulldecona, on havia de ser afusellat, el mes de juliol de l'any 1822. Quan es va crear l'exèrcit reialista ascendí a capità i quan va caure Tortosa assolí el grau de tinent coronel.
Tot i que no consten les seves activitats durant la revolta dels Malcontents, sembla que va ser empresonat a Tortosa durant un temps, acusat de còmplice dels revoltats.

### La Primera Guerra Carlina
Durant la guerra dels set anys, va ser dels primers a alçar-se en armes i acudir a la crida de Morella. Participà en la desfeta de Calanda i hagué de retornar al seu poble, presentat-se a indult. Tanmateix, davant les confidències rebudes del fet que anaven a detenir-lo, l'estiu del 1834 se'n tornà a la facció, on aviat es va guanyar la confiança de Cabrera, de qui n'esdevingué la mà dreta i a qui acompanyà a rebre i reunir-se amb l'Expedició Reial que, seguint el Pretendent, arribà a les envistes de Madrid i ocupà breument Guadalajara.
Mariscal de camp, va comandar la Divisió de València i el març del 1837 feu una expedició per terres de Múrcia que el portà a ocupar Oriola el 27 de març i Elx l'1 d'abril, obtenint-ne abundants contribucions de guerra, i durant el creuament de l'Ebre de l'Expedició Reial en la batalla de Xerta el 29 de Juny de 1837, contingué la Legió Estrangera Portuguesa. Durant les acaballes de la guerra, quan Cabrera caigué malalt, el substituí provisionalment en la direcció de les forces carlines.

### La Segona Guerra Carlina
Exiliat a la fi de la primera guerra carlina, reprengué les armes en la segona, i intentà de revoltar el Maestrat, sense èxit. Pel maig del 1848 assolí la victòria de Sant Jaume de Frontanyà (Berguedà).

### Retorn de l'exili i mort
Hagué d'exiliar-se una altra vegada a la fi de la guerra. Home respectat pels seus i criticat pels seus adversaris, sembla que tornà a Ulldecona, on va morir.